# Hermann Plaskuda
Hermann Plaskuda (* 6. April 1879 in Zobten am Berge; † 21. März 1918 in Moÿ-de-l’Aisne) war ein deutscher Fechter, Olympiateilnehmer und deutscher Meister. Er focht für den Deutsch-Italienischen Fechtclub Berlin. 1918 fiel er im Ersten Weltkrieg.

## Erfolge
Plaskuda nahm an den Olympischen Spielen 1912 in Stockholm bei vier Wettbewerben in allen drei Waffengattungen teil. Im Floretteinzel schied er in der zweiten Runde als vorletzter seiner Runde aus, im Degeneinzel bereits in der ersten Runde. Mit der Degenmannschaft (Emil Schön, Friedrich Schwarz, Heinrich Ziegler und Plaskuda) belegte er genau wie mit der Säbelmannschaft (zusammen mit acht anderen Fechtern) den geteilten siebten Platz.
1913 gewann er bei der ersten vom Deutschen Fechter-Bund ausgerichteten Meisterschaft den Titel mit dem Säbel.